# Alisma gramineum
Alisma gramineum Lej. es una especie de planta acuática de la familia de las alismatáceas.

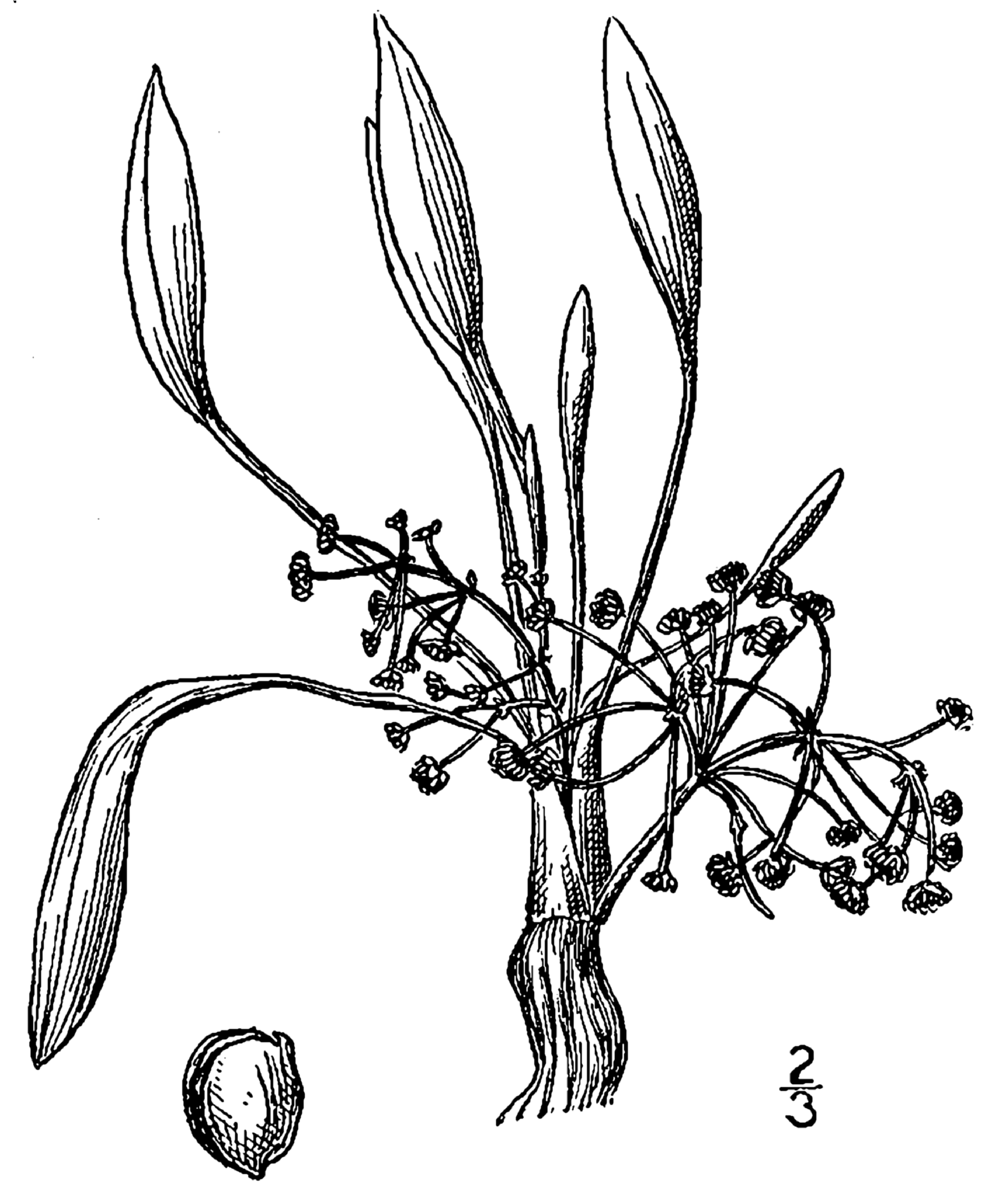
Ilustración

## Distribución y hábitat
Tiene una amplia distribución. Crece en América del Norte y Europa y en el norte de África. Está en peligro de extinción y tratada como especie protegida en el Reino Unido.

## Descripción
Es una pequeña planta acuática. Crece en el barro o sumergidas en las someras agua dulce o salobre en las zonas pantanosas.  Las hojas de color púrpura y sus diminutas flores de color blanco pueden estar sumergidas o no.  Cuando las flores crecen bajo el agua son cleistogamas, lo que significa que permanecen cerradas y se auto-polinizan.  Cuando las flores crecen por encima del agua se encuentran abiertas. Las hojas que están por encima de la superficie sin rígidas y amplias, pero las que están sumergida son como una cinta.  El fruto es un anillo seco. Su reproducción es por semilla o de la división del cormo.

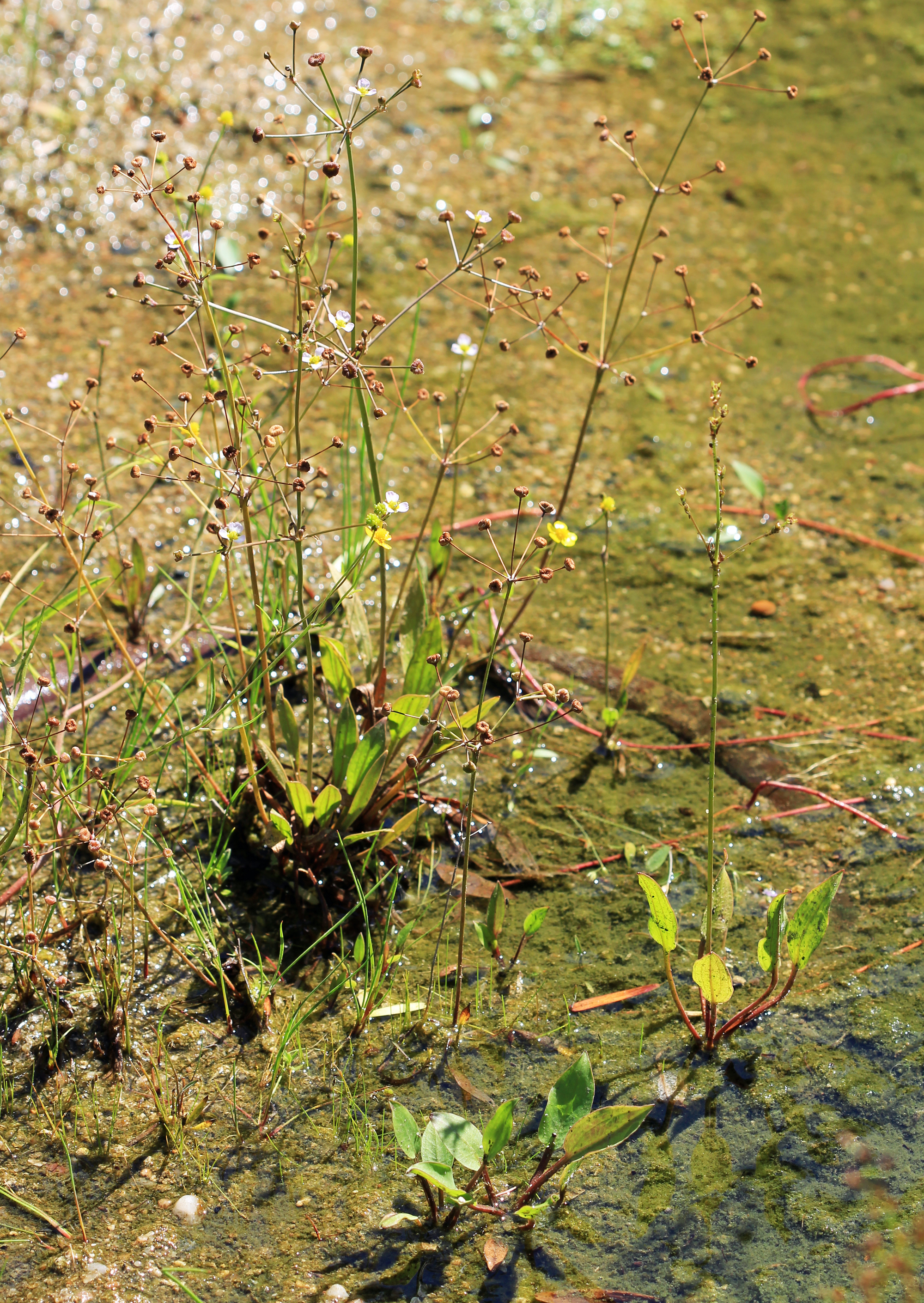
Botanical garden, Prague

## Taxonomía
Alisma gramineum fue descrita por  Alexandre Louis Simon Lejeune, y publicado en Flore des Environs de Spa 1: 175. 1811.
Etimología
Alisma: nombre genérico que ya se utilizaba en la antigua Grecia y Linneo lo tomó de ´Dioscórides.
gramineum: epíteto latino que significa "como una hierba".
Sinonimia
- Alisma arcuatum Micheli
- Alisma arcuatum var. angustissimum (DC.) Lunell
- Alisma arcuatum var. graminifolium (Wahlenb.) Casp.
- Alisma arcuatum var. lanceolatum (Buchenau) Lunell
- Alisma arcuatum var. pumilum Prahl
- Alisma geyeri Torr.
- Alisma geyeri var. giganteum Lunell
- Alisma geyeri var. pumilum (Prahl) Lunell
- Alisma graminifolium (Wahlenb.) Ehrh. ex Ledeb.
- Alisma graminifolium forma angustissimum (DC.) Glück
- Alisma graminifolium forma pumilum (Nolte ex Sond.) Glück
- Alisma graminifolium forma semimersum Glück
- Alisma graminifolium forma strictum Glück
- Alisma graminifolium forma submersum Glück
- Alisma graminifolium forma terrestre Glück
- Alisma loeselii Gorski
- Alisma loeselii Gorski ex Juzep.
- Alisma plantago-aquatica forma aestuosum Bolle
- Alisma plantago-aquatica forma angustissimum (DC.) Asch. & Graebn.
- Alisma plantago-aquatica var. angustissimum DC.
- Alisma plantago-aquatica var. arcuatum (Michalet) Buchenau
- Alisma plantago-aquatica subsp. arcuatum (Michalet) Nyman
- Alisma plantago-aquatica var. decumbens Boiss.
- Alisma plantago-aquatica subsp. graminifolium (Wahlenb.) Hegi
- Alisma plantago-aquatica var. graminifolium Wahlenb.
- Alisma plantago-aquatica forma lanceolatum Buchenau
- Alisma plantago-aquatica forma micropetalum (Celak.) Buchenau
- Alisma plantago-aquatica var. micropetalum Celak.
- Alisma plantago-aquatica var. pumilum Nolte ex Sond.
- Alisma plantago-aquatica var. terrestre (Glück) Hegi
- Alisma validum Greene[3]